# جمال یعقوبی
جمال یعقوبی (زاده ۲۸ دسامبر ۱۹۵۴) دانشمند و مخترع اهل ایران-ایالات متحده آمریکا است.

## زندگی‌نامه
یعقوبی مدرک کارشناسی‌اش را در مهندسی مکانیک از دانشگاه صنعتی شریف تهران دریافت کرد و پس از مهاجرت به ایالات متحده موفق به کسب مدرک فوق لیسانس و دکترا در رشته مهندسی مکانیک از دانشگاه ایلینوی گردید. او سپس به عنوان مهندس تحقیقات با شرکت Westvaco مشغول به کار شد و در سال ۱۹۸۷ به دانشگاه ای اند ام تگزاس پیوست. او در این دانشگاه یک مرکز تحقیقاتی بنا نمود و آزمایشگاهی منحصر بفرد در زمینه الکتروهیدرودینامیکس ایجاد کرد. وی در سال ۲۰۰۲ به عنوان سرپرست بخش مهندسی هوافضا، مهندسی مواد و مهندسی مکانیک در دانشکده فناوری دانشگاه ایلینوی مشغول به کار شد.
موضوع تخصصی تحقیقات یعقوبی افزایش انتقال گرما و جرم در جریانات یک مرحله‌ای و دو مرحله‌ای در مقیاس‌های خرد و کلان در حضور یا غیاب قوه جاذبه است. او جوایز متعددی برای آموزش و تحقیق دریافت نموده و حق ثبت اختراعات متعددی را نیز از آن خود کرده‌است. یعقوبی نویسنده بیش از ۹۰ مقاله تحقیقی و ۱۵۰ مطلب ارائه شده در کنفرانس‌ها است. او بیش از ۷۰ سخنرانی در کنفرانس‌های علمی دانشگاه‌ها، دولت‌ها، و صنایع سراسر دنیا ارائه داده‌است و بیش از ۹ میلیون دلار جایزه برای تحقیقاتی از بنیاد ملی علوم، ناسا، دفتر علوم و تحقیقات نیروی هوایی، آژانس‌های دولتی، شرکت‌ها و گروه‌های صنعتی دریافت کرده‌است.